# Océano
El océano es una masa de agua que compone gran parte de la hidrósfera de un cuerpo celeste. En la Tierra un océano es una de las principales divisiones convencionales del océano mundial, y «separa dos o más continentes». Los océanos ocupan la mayor parte de la superficie del planeta.
El agua de mar cubre aproximadamente 361 000 000 km² y se suele dividir en varios océanos principales y mares más pequeños; el océano en su conjunto cubre aproximadamente el 71% de la superficie de la Tierra y el 90% de la biosfera. El océano mundial contiene el 97% del agua de la Tierra, y los oceanógrafos han afirmado que se ha cartografiado menos del 20% de los océanos y menos del 10% con métodos de sonar modernos . El volumen total es de aproximadamente 1350 millones de kilómetros cúbicos (320 millones de millas cúbicas) con una profundidad media de casi 3700 m.
Dado que el océano mundial es el principal componente de la hidrosfera de la Tierra, es parte integral de la vida, forma parte del ciclo del carbono e influye en los patrones del clima y del tiempo. El océano es el hábitat de 230 000 especies conocidas, pero debido a que gran parte de él está inexplorado, el número de especies en el océano es mucho mayor, posiblemente más de dos millones. El origen de los océanos terrestres es desconocido; una cantidad considerable de agua habría estado en el material que formó la Tierra. Las moléculas de agua habrían escapado más fácilmente de la gravedad de la Tierra cuando esta era menos masiva durante su formación debido al escape atmosférico. Se cree que los océanos se formaron en el eón Hadeano y pueden haber sido la causa del surgimiento de la vida.
Los océanos presentan numerosos problemas medioambientales, como por ejemplo contaminación marina, pesca excesiva, acidificación de los océanos y otros efectos del cambio climático en los océanos.
Los océanos extraterrestres pueden estar compuestos por agua u otros elementos y compuestos. Los únicos grandes cuerpos estables confirmados de líquidos superficiales extraterrestres son los lagos de Titán, aunque hay pruebas de la existencia de océanos en otros lugares del Sistema Solar.
Se clasifican en tres grandes: Atlántico, Índico y Pacífico; y dos menores: Ártico y Antártico, delimitados parcialmente por la forma de los continentes y archipiélagos.
Los océanos Pacífico y Atlántico a menudo se distinguen en Norte y Sur, según estén en el hemisferio Norte o en el Sur: Atlántico Norte y Atlántico Sur, y Pacífico Norte y Pacífico Sur.

## Terminología

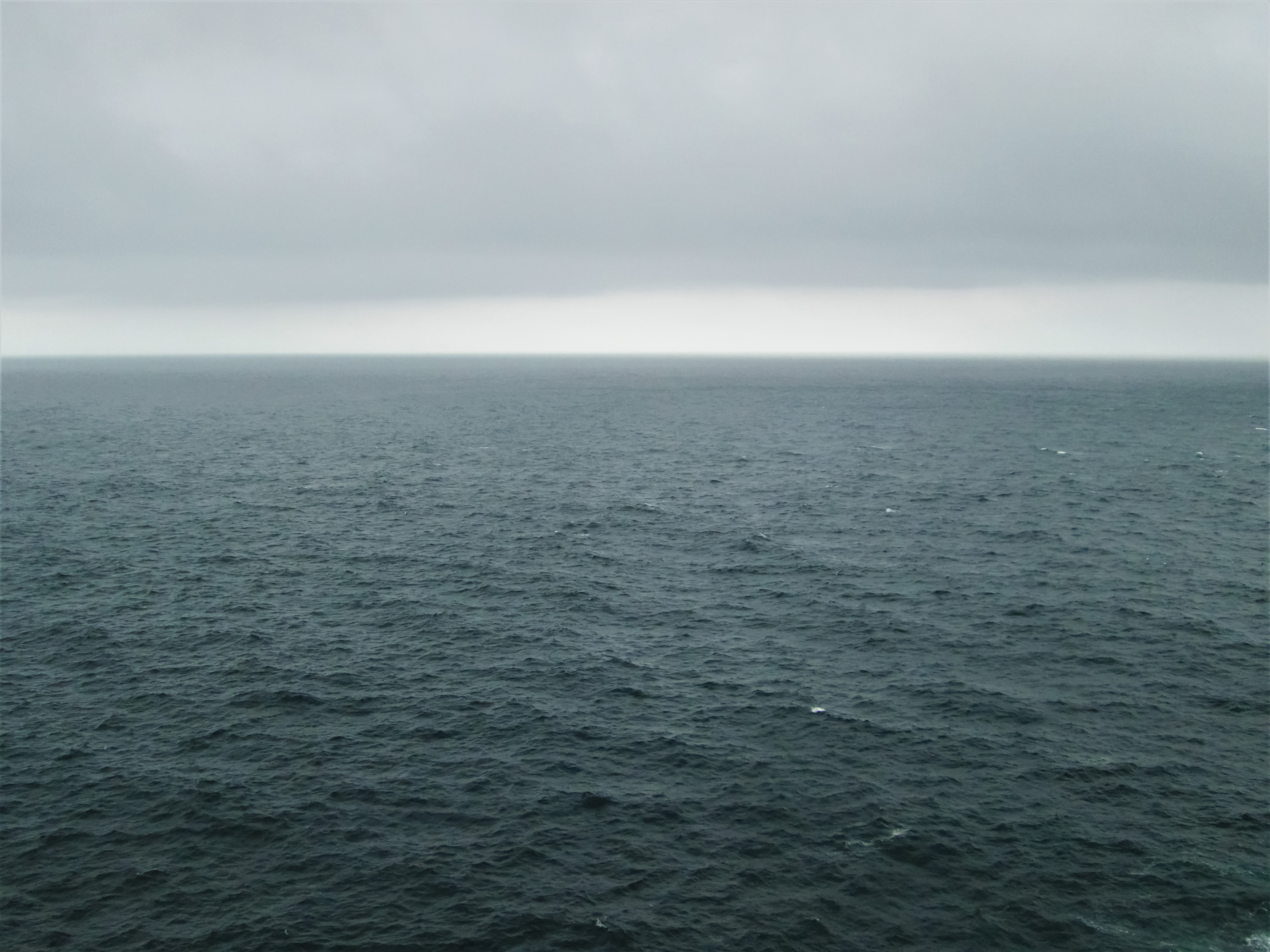
El océano Atlántico, un componente del sistema, constituye el 23% del "océano global".

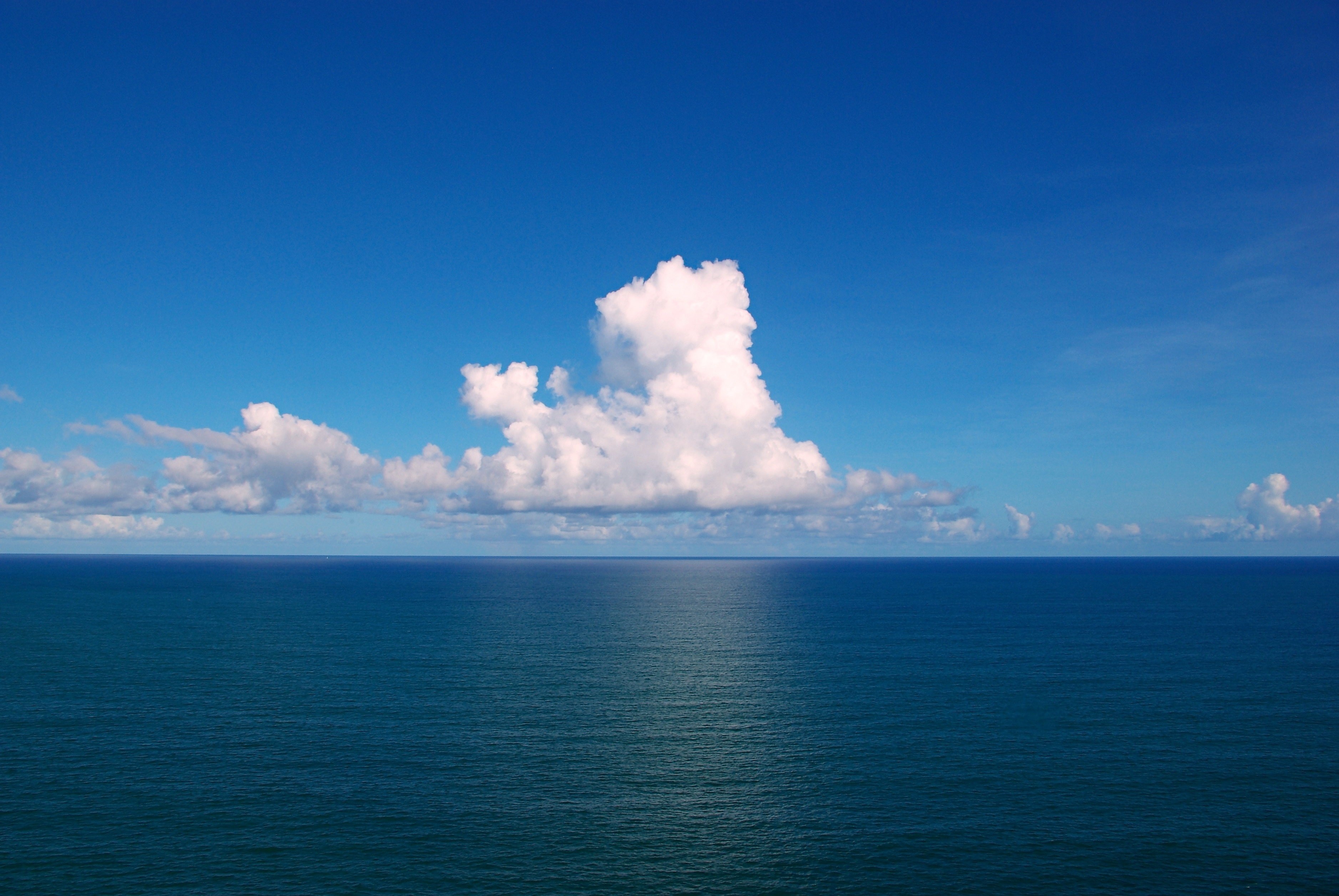
Vista de la superficie del océano Atlántico.

Las frases "el océano" o "el mar" utilizadas sin especificar se refieren a la masa interconectada de agua salada que cubre la mayor parte de la superficie de la Tierra. Incluye el Atlántico, el Pacífico, el Índico, el Antártico y el Ártico. Como término general, "el océano" es mayormente intercambiable con "el mar" en inglés americano, pero no en inglés británico. En sentido estricto, un mar es una masa de agua (generalmente una división del océano mundial) parcial o totalmente delimitada por tierra. La palabra "mar" también puede utilizarse para muchas masas de agua marina específicas, mucho más pequeñas, como el Mar del Norte o el Mar Rojo. No existe una distinción tajante entre mares y océanos, aunque generalmente los mares son más pequeños, y a menudo están parcial (como mares marginales) o totalmente (como mares interiores) bordeados por tierra.

### Océano Mundial
La masa de agua salada global e interconectada se denomina a veces "océano mundial" u océano global. El concepto de una masa de agua continua con un intercambio relativamente libre entre sus partes es de importancia general para la oceanografía. El concepto contemporáneo de Océano Mundial fue acuñado a principios del siglo XX por el oceanógrafo ruso Yuly Shokalsky para referirse al océano continuo que cubre y rodea la mayor parte de la Tierra. La tectónica de placas, el rebote postglacial y la subida del nivel del mar cambian continuamente la línea de costa y la estructura del océano mundial. Dicho esto, un océano global ha existido de una forma u otra en la Tierra durante millones de años.

### Etimología
La palabra océano procede del personaje de la antigüedad clásica, Oceanus del griego Ὠκεανός Ōkeanós, pronunciado /ɔːkeanós/, el mayor de los Titanes de la mitología griega clásica, que los griegos antiguos y los romanos creían que era la personificación divina de un enorme río que rodeaba el mundo.
El concepto de Ōkeanós tiene una conexión indoeuropea. El Ōkeanós griego ha sido comparado con el epíteto védico ā-śáyāna-, predicado del dragón Vṛtra-, que capturaba a las vacas/ríos. En relación con esta noción, el Okeanos se representa con una cola de dragón en algunos vasos griegos tempranos.

## Características generales
Los océanos cubren el 71 % de la superficie de la Tierra, siendo el Pacífico el mayor de todos.
La profundidad del océano es variable dependiendo de las zonas del relieve oceánico, pero resulta escasa en comparación con su superficie. Se estima que la profundidad media es de aproximadamente 3900 metros. La parte más profunda se encuentra en la fosa de las Marianas con 11 034 m de profundidad.
La tabla siguiente resume algunas características de los 5 océanos.
| Océano            | Continentes adyacentes          | Área (km²)  | Profundidad media (m) |
| ----------------- | ------------------------------- | ----------- | --------------------- |
| Glacial Antártico | Antártida                       | 20 327 000  | 3270                  |
| Glacial Ártico    | Norte de América, Asia y Europa | 14 056 000  | 1205                  |
| Atlántico         | América, Europa y África        | 106 500 000 | 3646                  |
| Índico            | África, Asia, Oceanía           | 68 556 000  | 3741                  |
| Pacífico          | Asia, Oceanía y América         | 155 557 000 | 4280                  |

En los océanos hay una capa superficial de agua templada (12 °C a 30 °C) que llega hasta una profundidad variable según las zonas, de entre unas decenas de metros hasta los 50 o 100 m. Por debajo de esta capa el agua tiene temperaturas de entre 5 °C y –1 °C. Se llama termoclina al límite entre las dos capas. El agua es más cálida en las zonas templadas, ecuatoriales, y más fría cerca de los polos. Y, también, más cálida en verano y más fría en invierno.

## Origen
Hasta hace poco se pensaba que se habían formado hace unos 4 000 millones de años, tras un periodo de intensa actividad volcánica, cuando la temperatura de la superficie del planeta se enfrió hasta permitir que el agua se encontrara en estado líquido. Aunque la polémica continúa, un estudio del científico Francis Albarède, del Centro Nacional de la Investigación Científica de Francia (CNRS), publicado en la revista Nature estima que su origen se halla en la colisión de asteroides gigantes cubiertos de hielo que chocaron contra la Tierra entre 80 y 130 millones de años después de la formación del planeta.
Se cree que el agua, por ser una sustancia universal, existía desde que el planeta se estaba formando y luego llegó en más cantidad desde el cinturón de asteroides, y no de la nube de Oort como antes se creía, ya que en esta zona hay mayor concentración de deuterio (formando agua pesada) comparada con la que existe en la tierra. Este hecho se vio confirmado en los análisis directos que se hicieron de los cometas procedentes de la nube de Oort, como por ejemplo el último a cargo de la sonda Rosetta.

## El agua de mar

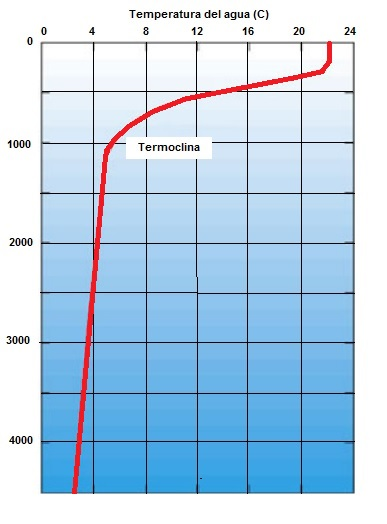
Perfil de temperatura (Grados Celsius) respecto a la profundidad (metros) del agua oceánica, típico de latitudes medias y bajas. La termoclina son capas de agua donde su temperatura cambia rápidamente con la profundidad.

Contiene sustancias sólidas en disolución, las más abundantes sodio y cloro que, en su forma sólida, se combinan para formar cloruro de sodio o sal común y, junto con magnesio, calcio y potasio, constituyen cerca del 90 % de los elementos disueltos en el agua de mar. Además hay otros elementos pero en cantidades mínimas.

### Temperatura
La temperatura del agua de los océanos varía en función de una cantidad de parámetros, entre los que destacan: la latitud, la presencia de corrientes marinas, la profundidad,, etc.
El programa Argo ha desplegado más de 3000 flotadores en los océanos para registrar la salinidad y temperatura de la capa superficial de los océanos. Cada uno de los flotadores está programado para hundirse a 2000 metros de profundidad, y se mantendrá a la deriva a esa profundidad durante 10 días aproximadamente. Posteriormente, el flotador emergerá de vuelta hacia la superficie midiendo continuamente la temperatura y salinidad. Una vez que el flotador llega a la superficie, los datos son enviados a un satélite, para que los científicos y el público tengan acceso a esta información sobre el estado de los océanos unas horas después de la captura de los datos.
En abril de 2023 la temperatura media de los océanos batió su récord desde que hay registros oficiales, hace 40 años, con 21,1 °C.

### Salinidad del agua

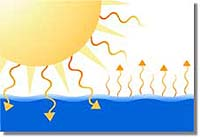
Evaporación del agua de mar.

La salinidad depende de la cantidad de sales que contiene. Aproximadamente una media del 3,5 % de la masa del agua, corresponde a sustancias en disolución. Si hay mucha evaporación, desaparece una mayor cantidad de agua, quedando las sustancias disueltas, por lo que aumenta la salinidad.
Esta es escasa en las regiones polares, en especial en el verano cuando el hielo se diluye en el agua. En mares como el Báltico, también hay poca salinidad.
Cabe destacar que en su gran extensión, el océano presenta todos y cada uno de los elementos químicos naturales existentes, bien sea por escorrentía de estos en los continentes o reservas existentes en él.
La mayor parte del agua en la Tierra, el 94 %, se encuentra en los océanos, de la que se evapora una mayor cantidad de agua pura que aquella que retorna en forma de precipitaciones. El volumen de agua de los océanos permanece inalterable ya que reciben agua a través de los ríos.
También el agua de los océanos es salada por la erupción de volcanes submarinos. La roca volcánica aporta sales.

### Composición
En el mar existen disueltos prácticamente todos los elementos, en una cantidad ínfima pero que, dado el volumen de los océanos, constituyen unas reservas de materias primas inagotables, aunque, a excepción del cloruro de sodio (la sal común), su extracción ofrece poca rentabilidad. Esos elementos, en orden decreciente, son los siguientes (entre paréntesis el contenido en gramos por litro): 1.º Cloro (19); 2.º Sodio (10.5); 3.º Magnesio (1.35); 4.º Azufre (0.885); 5.º Calcio (0.400); 6.º Potasio (0.380); 7.º Bromo (0.065);... 39.º Plata (0.000 000 3);... 57.º Oro (0.000 000 004).

### Color del agua
Una forma de pensar común es que el agua de los océanos es azul debido principalmente a la reflexión del color azul del cielo. En realidad el agua posee por sí misma un ligero color azul cuando se almacena en grandes cantidades. La reflexión del cielo contribuye a que el agua se vea azul pero no es la principal razón. El origen se debe a la absorción por las moléculas de agua de los fotones «rojos» provenientes de la luz incidente, siendo uno de los pocos casos en la naturaleza producidos por la vibración y la dinámica electrónica.
Un estudio publicado en la revista Nature revela que el cambio climático está afectando rápidamente el color de los océanos. A través del análisis de las longitudes de onda de la luz solar reflejada en la superficie del océano, los científicos han observado que más del 50% de los océanos se han vuelto más verdes en los últimos 20 años, lo cual se atribuye al calentamiento global. Estos cambios en el color del océano indican posibles alteraciones en el ecosistema marino. El estudio demuestra que el análisis del color del océano puede proporcionar indicios sobre los impactos del cambio climático en la Vida marina.
El estudio se basó en los datos recopilados por el sensor MODIS a bordo del satélite Aqua de la NASA. Los científicos analizaron siete longitudes de onda diferentes de luz del océano y encontraron cambios notables en aproximadamente el 56% de la superficie oceánica en todo el mundo, especialmente en las regiones tropicales y subtropicales. Se espera que futuras misiones, como el satélite PACE de la NASA, que medirá el tono del océano en múltiples longitudes de onda, proporcionen una visión más completa de estos cambios y su relación con el cambio climático.
Aunque aún se desconoce la causa exacta de estos cambios en el color, se sugiere que podrían estar relacionados con la distribución de nutrientes en el océano. A medida que las aguas superficiales se calientan, se altera la estratificación del océano, lo que dificulta que los nutrientes suban a la superficie. Esto podría tener un impacto en el Fitoplancton y provocar modificaciones en el ecosistema marino.

## Las olas
Raramente el agua de mar se encuentra quieta, se mueve en olas, mareas o corrientes. Las olas se deben al viento que sopla sobre la superficie. La altura de una ola está dada por la velocidad del viento, del lapso en que ha soplado y de la distancia que ha recorrido la ola. La ola más alta registrada fue de 64 metros[cita requerida], pero generalmente son mucho más bajas. Desempeñan un papel fundamental en la formación de las costas.

### Tsunamis

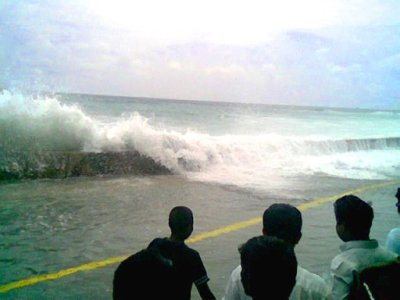
Tsunami que golpeó Malé, en las Maldivas, el 26 de diciembre de 2004.

Son un tipo de olas cuyo origen son los terremotos, maremotos o la erupción de volcanes submarinos. Desplazan grandes cantidades de agua con gran rapidez modificando la superficie del mar y creando olas que se alejan de la zona del terremoto o del volcán. Llegan a viajar a 750 km/h. En mar abierto provocan pocos daños, ya que tienen poca altura (menos de 1 metro). En aguas poco profundas disminuye su velocidad pero aumenta su altura hasta los 10 metros o más y suelen causar daños catastróficos al llegar a la costa.

## Mareas
Las mareas son provocadas por la atracción gravitatoria que ejercen la Luna y el Sol. La atracción es mayor en la cara de la Tierra que está frente a la Luna, provocando una pleamar o marea alta. El Sol, por estar a una mayor distancia, produce un menor efecto que la Luna. Las mareas pueden llegar a ser causas de inundaciones en poblaciones costeras.

### Mareas vivas
Se denominan mareas vivas a los momentos en los cuales se produce la máxima atracción, y se forman cuando la Luna, el Sol y la Tierra se encuentran sobre la misma línea, es decir, durante las fases de Luna Llena o de Luna Nueva, por lo que se producen cada 14 días, es decir, dos veces cada mes.

### Mareas muertas
Son mareas menos intensas que se producen cuando la Luna y el Sol forman un ángulo recto con la Tierra, porque las atracciones de ambos, al ser en direcciones opuestas, se restan entre sí en vez de sumarse. Desde luego, a pesar de su menor tamaño, la atracción de la Luna es superior por encontrarse más cerca. Estas mareas se producen en las fases de Cuarto Creciente y Cuarto Menguante.

### Amplitud de la marea
Es la diferencia entre los niveles de pleamar y bajamar, que varía según el lugar, desde menos de 1 metro en el mar Mediterráneo y el golfo de México, a 14,5 metros en la bahía de Fundy, en la costa oriental de Canadá.

## Las corrientes marinas
Las corrientes marinas próximas a la superficie de los océanos son impulsadas por los vientos, que las arrastran con ellos. Se desplazan a menor velocidad que el viento y no tienen la misma dirección que ellos, ya que se tuercen hacia un lado por efecto de la rotación de la Tierra o fuerza de Coriolis. Cambian de dirección hacia la derecha de su trayectoria en el hemisferio boreal y hacia la izquierda en el hemisferio austral
Las corrientes tienen una influencia importante en el clima, por ejemplo, la corriente del Golfo o corriente Gulf Stream, que nace en el Caribe, proporciona a la zona noroeste de Europa unos inviernos más benignos.
Las 28 corrientes oceánicas son:
- Corriente ecuatorial del Norte
- Corriente ecuatorial del Sur
- Contracorriente ecuatorial
- Deriva septentrional del Pacífico
- Deriva septentrional del Atlántico
- Corriente de Noruega
- Corriente de Spitzberg
- Corriente de Irminger
- Corriente circunatlántica
- Corriente de Alaska
- Corriente de Groenlandia
- Corriente del Labrador
- Corriente de las Kuriles
- Corriente de las Malvinas
- Corriente de las Islas Canarias
- Corriente de Benguela
- Corriente de California
- Corriente de Humboldt
- Corriente occidental de Australia
- Corriente del Golfo
- Corriente de Kuroshio
- Corriente del Brasil
- Corriente de las Guayanas
- Corriente de Australia Oriental
- Corriente de Somalia
- Corriente de Mozambique
- Corriente de las Agujas
- Corriente del Niño

### Giros oceánicos

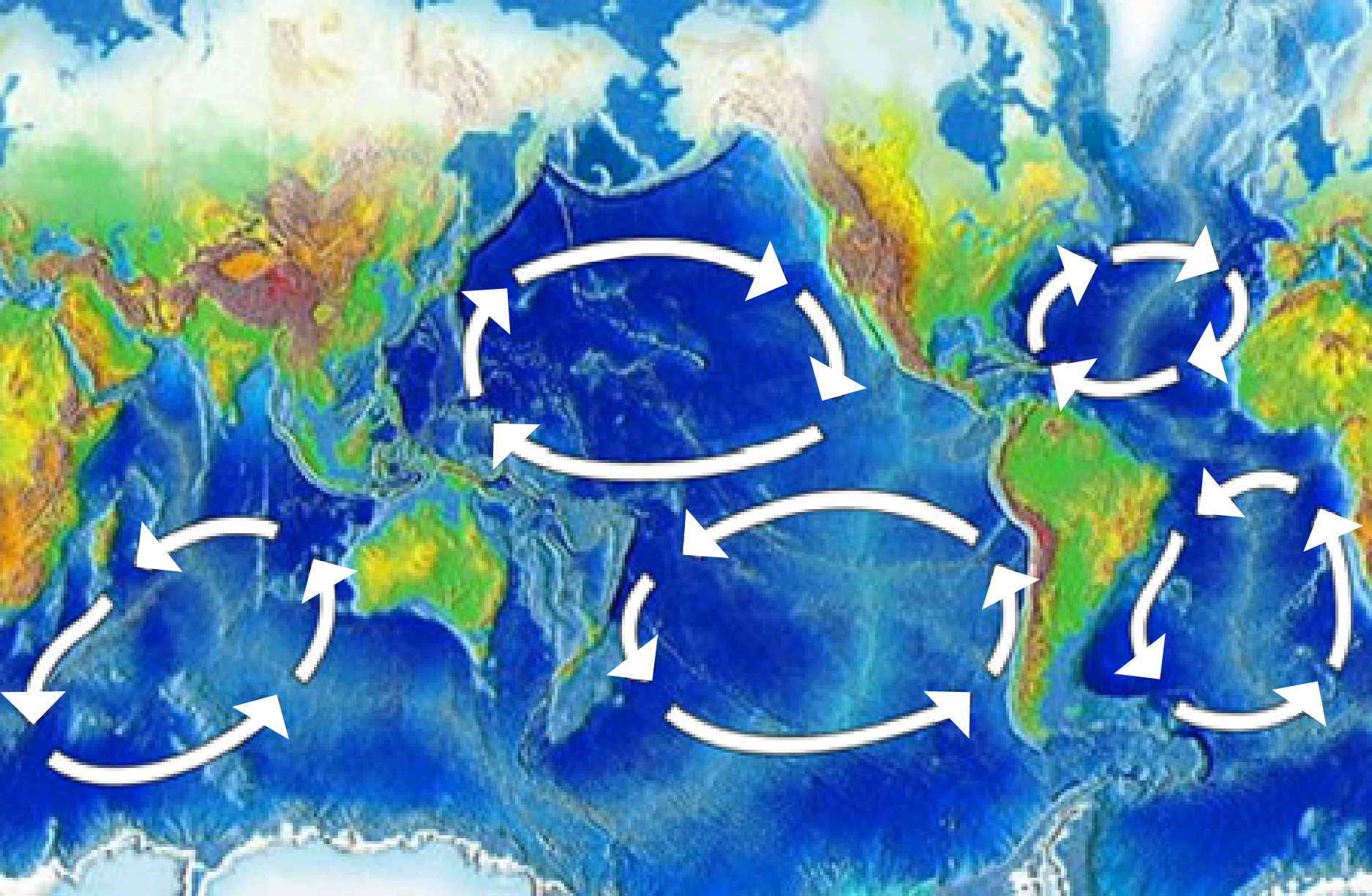
Los cinco mayores giros, en los océanos Índico, Pacífico y Atlántico.

En oceanografía es un gran sistema de corrientes marinas rotativas, particularmente las que están relacionadas con grandes movimientos del viento. Los giros son causados por el efecto Coriolis; a lo largo del vórtice planetario con fricción horizontal y vertical, que determina el patrón de circulación para el bucle de viento (torque).
Existen cinco grandes giros, dos en el norte y dos en el sur para el océano Pacífico y el Atlántico, respectivamente, y uno para el océano Índico. También existen otros: los giros tropicales, los giros subtropicales y los giros subpolares.
Se ha comprobado que en los giros del Atlántico y Pacífico norte existe gran acumulación de desechos marinos flotando a la deriva. Se conocen como la gran mancha de basura del Pacífico norte y la mancha de basura del Atlántico Norte.

## Morfología del fondo marino

Perfil que muestra el margen continental con sus tres partes: la plataforma continental, el talud continental y la elevación continental (o borde).

Sección de una cuenca oceánica, mostrando los diversos accidentes.

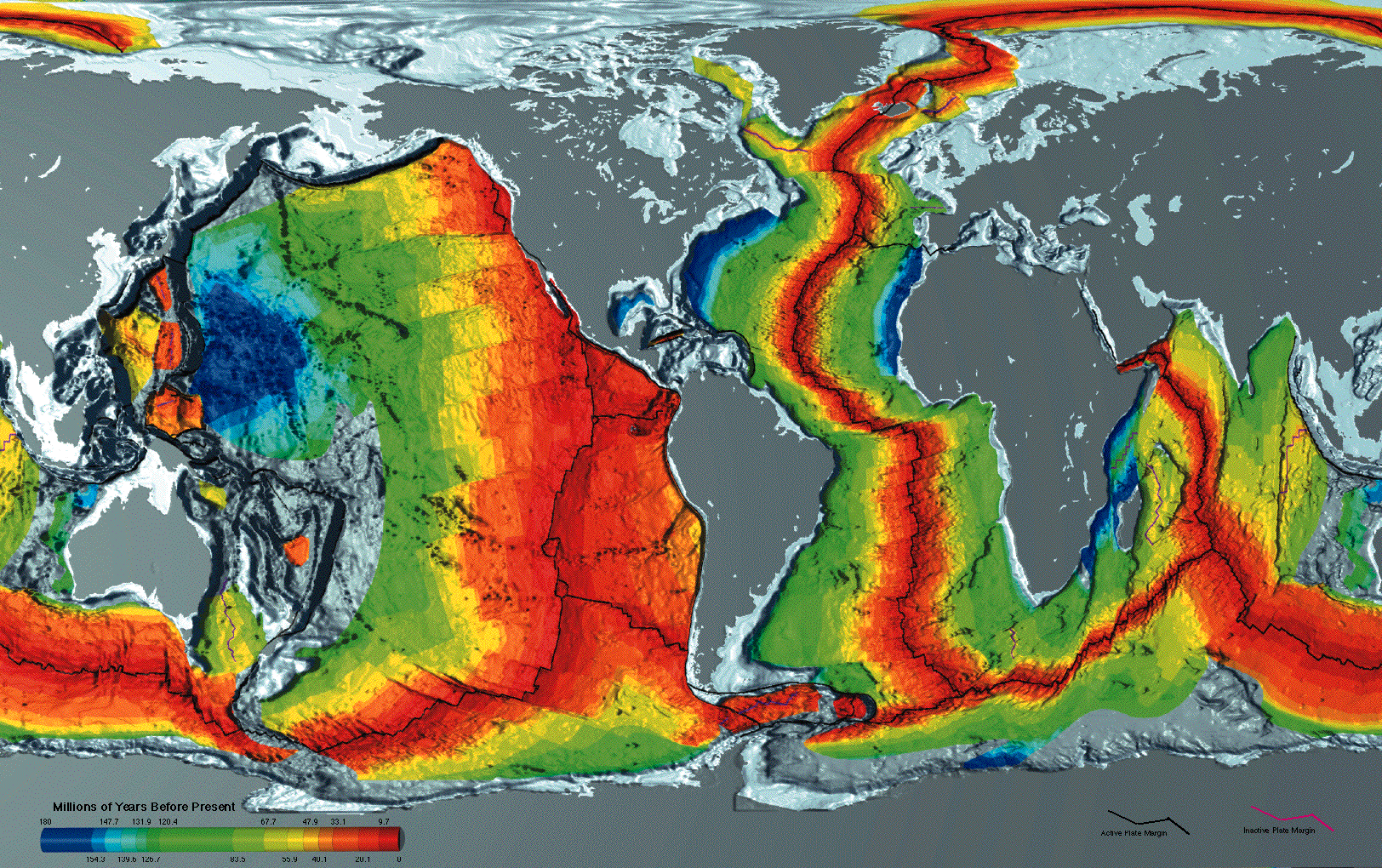
Edad del fondo marino.

Los principales accidentes oceánicos son:
- El margen continental, que es la porción del fondo marino que está más próxima a tierra firme. Se divide en:

- Plataforma continental o plataforma submarina: es la menos profunda, llega a los 200 m de profundidad, siendo bastante plana. El agua que la cubre suele contener vida marina en abundancia y la mayor parte de la pesca se realiza en esta zona. Aquí se encuentra la cuarta parte de la producción mundial de petróleo y gas, procedente de las rocas que se encuentran debajo de estas plataformas.
- Talud continental, escarpadura o escarpa continental. La extensión del talud varía dependiendo del océano en que se encuentre. Tiene una pendiente más pronunciada que la anterior y se sitúa entre los 200 hasta 3000 metros de profundidad, aproximadamente.
- Borde continental. Se encuentra en la parte final del talud y marcaría el límite con los fondos oceánicos.

- Dorsales oceánicas. Son cadenas montañosas submarinas, vastas y escarpadas, generalmente ubicadas en el centro de los océanos. En promedio miden 1000 km de ancho con una altura de 3000 m. Forman un sistema más o menos conectado de 80 000 km de largo, recibiendo distintos nombres, por ejemplo, dorsal Mesoatlántica, dorsal de Reykjanes o dorsal del Pacífico Oriental.
- Planicies abisales. Se forman entre las dorsales oceánicas y los márgenes continentales. Son zonas muy planas y uniformes, en torno a los 4000 m de profundidad. Suponen aproximadamente el 40 % del fondo del océano.
- Volcanes submarinos
- Fosas oceánicas o abisales. Son las partes más profundas de los océanos, con una media de 7000 a 8000 m de profundidad, que pueden llegar a medir miles de kilómetros de largo. La fosa de Las Marianas tiene la mayor profundidad del planeta con más de 11 000 m bajo el nivel del mar.

| Fosa oceánica                      | Localización                                   | Profundidad (m) |
| ---------------------------------- | ---------------------------------------------- | --------------- |
| Fosa Challenger o de las Marianas  | Pacífico (sur de las islas Marianas)           | 11 034          |
| Fosa de Tonga                      | Pacífico (noroeste de Nueva Zelanda)           | 10 822          |
| Fosa de Japón                      | Pacífico (este de Japón)                       | 10 554          |
| Fosa de las Kuriles o de Kamchatka | Pacífico (sur de las islas Kuriles)            | 10 542          |
| Fosa de Filipinas                  | Pacífico (este de Filipinas)                   | 10 540          |
| Fosa de Kermadec                   | Pacífico (noreste de Nueva Zelanda)            | 10 047          |
| Fosa de Bougainville               | Pacífico (este de Nueva Guinea)                | 9140            |
| Fosa de Puerto Rico                | Atlántico (este de Puerto Rico)                | 8800            |
| Fosa de las Sandwich del Sur       | Atlántico (este de las islas Sandwich del Sur) | 8428            |
| Fosa de Perú-Chile                 | Pacífico (oeste de Perú y Chile)               | 8065            |
| Fosa de las Aleutianas             | Pacífico (sur de las islas Aleutianas)         | 7822            |
| Fosa de las Caimán                 | Mar Caribe (sur de Cuba)                       | 7680            |
| Fosa de Java                       | Índico (sur de la isla de Java)                | 7450            |
| Fosa de Cabo Verde                 | Atlántico (oeste de las Islas Cabo Verde)      | 7292            |

## Contaminación
Los océanos de la Tierra también desempeñan un papel vital en limpiar la atmósfera, y algunas actividades del hombre pueden alterarlos severamente. Los océanos absorben enormes cantidades de dióxido de carbono. A su vez el fitoplancton absorbe el dióxido de carbono y desprende oxígeno. George Small explica la importancia de este ciclo de vida: «El 70 % del oxígeno que se añade a la atmósfera cada año proviene del plancton que hay en el mar». No obstante, algunos científicos advierten que el fitoplancton pudiera disminuir gravemente debido a la reducción del ozono en la atmósfera, de lo cual se cree que el hombre es responsable.
Algunos países acceden a limitar los desechos que permiten que se arrojen al mar, otros rehúsan hacerlo. El famoso explorador oceánico Jacques Cousteau advirtió: «Tenemos que salvar los océanos si queremos salvar a la humanidad».
Es significativa la concentración de peces en pequeñas zonas del océano y su escasez en otras. Tal como advirtió William Ricker, biólogo de pesca: «El mar no es un depósito ilimitado de energía alimentaria». Y Jacques Cousteau también advirtió, al regresar de una exploración submarina mundial, que la vida en los océanos ha disminuido en un 40 % desde 1950 debido a la pesca excesiva y a la contaminación.
El científico marino suizo Jacques Piccard predijo que en vista de la proporción actual de la contaminación, los océanos del mundo quedarían desprovistos de vida en 25 años. Dijo que debido a su poca profundidad, el Báltico sería el primero en morir. Después morirían el Adriático y el Mediterráneo, los cuales no tienen corrientes lo suficientemente fuertes para transportar la contaminación. También Jacques Cousteau dijo que la destrucción de los océanos ya se ha efectuado en un 20-30 %. Predijo «el fin de todo en 30 a 50 años a menos que se tome acción inmediata».
Parte de esta contaminación se debe a que la sociedad ha tenido durante siglos el concepto equivocado de que los océanos tienen una capacidad inagotable para recibir los desechos.
Los océanos cubren 71 % de la superficie terrestre, y están siendo contaminados muy frecuentemente por la actividad humana y la sobreexplotación de los recursos naturales. Se han localizado alrededor de cinco islas de basura, con una enorme cantidad de desechos, que se forman a causa de las corrientes marinas (remolinos naturales), el tamaño de la zona más afectada es de 3,4 millones de km², y se encuentra en el Pacífico Norte. Los países más contaminantes son China, Indonesia, Filipinas, Tailandia y Vietnam; estos países descargan mayor cantidad de residuos plásticos al mar que el resto de los países del mundo juntos.